# Erectopus
Erectopus (лат.) — род динозавров из семейства Metriacanthosauridae, живших во времена мелового периода (129,4—93,5 млн лет назад) на территории современных Египта, Португалии и Франции.

## Этимология
Этимология названия основана на строении костей ноги: лат. erectus — «прямой» и др.-греч. pous — «ступня». Видовое название одного из видов лат. superbus означает «гордый».

## История открытия
Материал, содержащий типовой ряд, был обнаружен в конце XIX века в фосфатных залежах La Penthiève (зона Mammilatum, нижний альб) в Луппи-ле-Шато, восток Франции, где были также найдены остатки плезиозавров, ихтиозавров и крокодилов. Первоначально окаменелости находились в частной коллекции Луи Пирсона. Поначалу Шарль Барруа в 1875 году описал два зуба и позвонки. После того, как были найдены другие остатки, в 1880 году Анри-Эмиль Соваж сделал их основой для нового таксона, Megalosaurus superbus. В 1923 году материал был описан заново Фридрихом фон Хюне, который утверждал, что образец не может быть включен в род Megalosaurus, и создал для теропода Пирсона отдельный вид, который назвал Erectopus superbus. В 1932 году фон Хюне пришёл к выводу, что оригинальные окаменелости, описанные Барруа, не обязательно принадлежат тому же виду, что и более поздние находки. Предположив, что Соваж использовал первый образец как голотип Megalosaurus superbus, он создал ещё один вид, Erectopus sauvagei. Фон Хюне даже отказался использовать общее наименование Erectopus для первого вида, указав его как «Gen. indeterm. superbus», который, однако, не представляет собой валидное название.
После смерти Пирсона его коллекция оказалась рассредоточена, и голотип долгое время считался утерянным. Тем не менее, слепки некоторых костей находились в Национальном музее естественной истории в Париже, и передняя часть верхней челюсти, описанная Соважем в 1882 году, была найдена через парижского торговца ископаемыми в конце XX века, и приобретена палеонтологом Кристианом де Мюисоном. Слепки и неполная верхняя челюсть позволили Ронану Аллену произвести переоценку Erectopus в 2005 году, он определил, что правильным таксономическим названием материала является Erectopus superbus, поскольку ничего не указывало на то, что Соваж ограничил голотип остатками зубов. Купленная верхняя челюсть была назначена лектотипом, а слепки образца Пирсона стали пластотипом таксона. Пластотип включает в себя часть правой лапы, левое бедро, левую пяточная кость, ближний и дальний концы левой голени и вторую кость правой плюсны. Комбинированным инвентарным номером для синтипов является MNHN 2001-4.
На основании морфологии дистального конца большеберцовой кости и предполагаемой морфологии таранной кости Аллен помещает Erectopus superbus в группу карнозавров. Это третий из самых молодых карнозавров, известных из нижнего мела Европы после «монтмиратского теропода» (валанжинский ярус) из южной Франции и Neovenator salerii (барремский ярус) острова Уайт. 
Аллен оценил массу динозавра в 200 килограммов.